# Opera Comique (London)

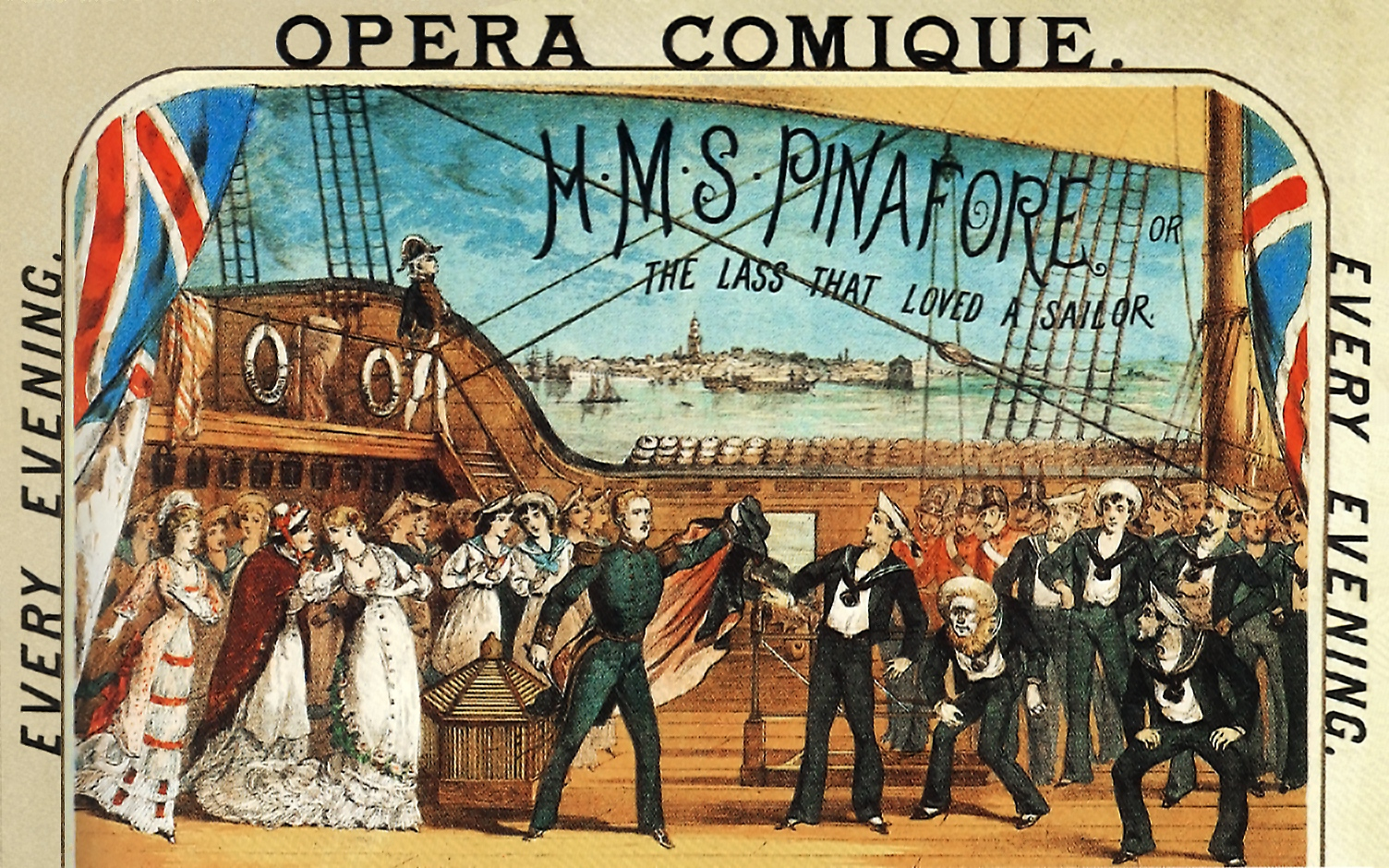
Theaterplakat zur Uraufführung von H.M.S. Pinafore am Opera Comique, 1878

Opera Comique war ein Theatergebäude in London, das zwischen Wych Street und Holywell Street gelegen war und Eingänge am östlichen Strand hatte. Das Gebäude wurde 1870 eröffnet und 1902 abgerissen.
Das Theater ist bekannt für seine Premiere der Gilbert-und-Sullivan-Operetten The Sorcerer (1877), H.M.S. Pinafore (1878), The Pirates of Penzance (1880) und Patience (1881). Nachdem die später so genannten Savoy Operas im von Richard D’Oyly Carte erbauten Savoy Theatre aufgeführt wurden, sanken die Einnahmen des Theaters. Das Gebäude wurde 1895 neu erbaut und bereits vier Jahre später geschlossen. 1902 wurde es abgerissen, als die vielen Elendsquartiere in der Gegend dem Kingsway und Aldwych wichen.